# Lanaken

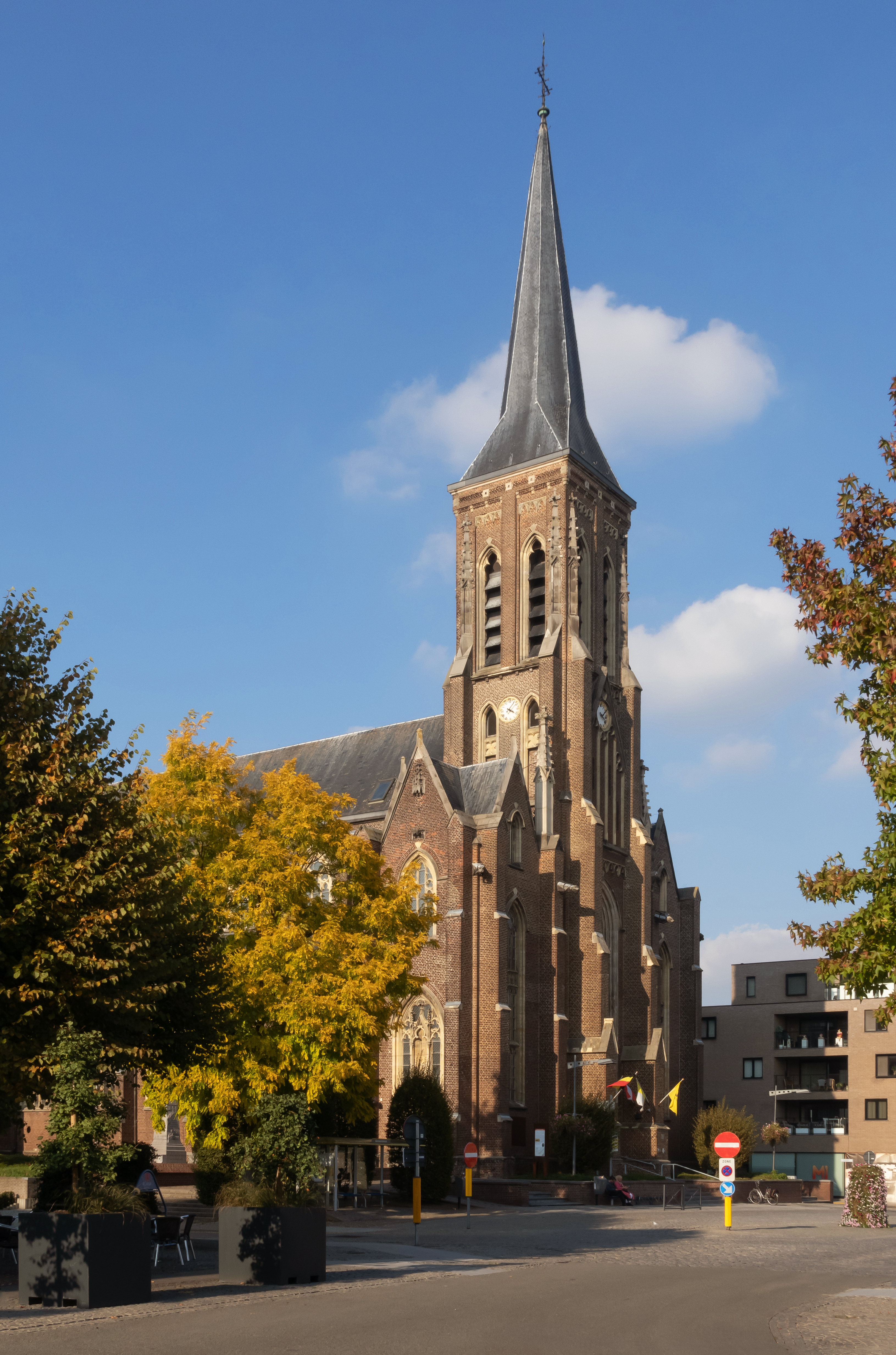
Lanaken, Kirche: Parochiekerk Sint-Ursula

Lanaken (Limburgisch: Laoneke) ist eine belgische Gemeinde in der Region Flandern mit 26.366 Einwohnern (Stand 1. Januar 2024).

## Lage
Lanaken liegt im Osten Belgiens am linken Ufer der Maas, die hier die Grenze zu den Niederlanden bildet. Die Gemeinde besteht neben dem Hauptort aus den Ortsteilen Gellik, Neerharen, Veldwezelt, Smeermaas und Rekem.
Das Stadtzentrum der niederländischen Stadt Maastricht liegt lediglich fünf Kilometer südöstlich, Hasselt 22 Kilometer westlich, Lüttich 30 Kilometer südlich.

## Infrastruktur
Die nächsten Autobahnabfahrten befinden sich im Osten bei Maastricht an der niederländischen Autobahn A2/E 25, im Norden bei Maasmechelen an der belgischen Autobahn A2/E 314 und im Westen bei Bilzen an A13/E 313.
In Maastricht, Bilzen, Genk und Hasselt befinden sich unter anderem die nächsten Regionalbahnhöfe.
Maastricht Aachen Airport in der niederländischen Gemeinde Beek und der Flughafen Lüttich in Bierset (Gemeinde Grâce-Hollogne) sind die nächsten Regionalflughäfen und Brüssel National in Zaventem ist ein internationaler Flughafen.

## Geschichte
Der malerische Ort Oud-Rekem war bis 1791 Sitz der Reichsgrafschaft Rekem (Reckheim). Hier ist das in den 1990er Jahren restaurierte Renaissance-Schloss der Grafen d’Aspremont-Lynden zu sehen, welches seit dem 19. Jahrhundert als Psychiatrische Klinik gedient hatte. Bei Lanaken-Neerhaaren befindet sich die im 12. Jahrhundert gegründete ehemalige Zisterzienserabtei Hocht. Pietersheim, eine 80 Hektar große öffentlich zugängliche Parkanlage mit dem ehemaligen Schloss des belgischen Zweiges der Familie der Prinzen von Merode, das heute als Hotel dient, sowie die Ruine einer mittelalterlichen Burg.

## Zangersheide
In Lanaken-Neerhaaren befindet sich das Gestüt Zangersheide. Diese wurde in den 1970er Jahren von Léon Melchior (1926–2015) gegründet, von Judy-Ann Melchior weitergeführt und bildet den Mittelpunkt der Zucht des Zangersheider Pferdes. Hier werden internationale Springreitturniere und auch die Weltmeisterschaften der jungen Springpferde durchgeführt. Léon Melchior war Ehrenbürger der Stadt Lanaken.